# 콤팩트-열린집합 위상
일반위상수학에서 콤팩트-열린집합 위상(compact-열린集合位相, 영어: compact–open topology)은 연속 함수의 공간 위에 정의될 수 있는 위상의 하나이다.

## 정의
두 위상 공간 {\displaystyle X,Y} 사이의 연속 함수들의 집합을 {\displaystyle C(X,Y)}라 하자. 또한, 모든 콤팩트 집합 {\displaystyle K\subset X}과 열린집합 {\displaystyle U\subset Y}에 대하여 다음과 같은 집합을 정의하자.
{\displaystyle V(K,U)=\{f\in C(X,Y)\colon f(K)\subset U\}\subset C(X,Y)}
이 때 {\displaystyle \{V(K,U)\}}를 부분 기저로 가지는 위상 중 가장 엉성한 위상을 {\displaystyle C(X,Y)} 위의 콤팩트-열린집합 위상으로 정의한다.

## 성질
- {\displaystyle \{\bullet \}}가 한 점만을 포함하는 유일한 위상 공간이라고 하자. 그렇다면 집합으로서 {\displaystyle C(\{\bullet \},X)\cong X}이며, 이 공간 위의 콤팩트-열린집합 위상은 {\displaystyle X} 고유의 위상과 일치한다.
- 만약 {\displaystyle Y}가 콜모고로프 공간/T1 공간/하우스도르프 공간/정규 공간/티호노프 공간이라면, {\displaystyle C(X,Y)}도 마찬가지로 콜모고로프 공간/T1 공간/하우스도르프 공간/정규 공간/티호노프 공간이다.
- 만약 {\displaystyle X}가 국소 콤팩트 하우스도르프 제2 가산 공간이며, {\displaystyle Y}가 제2 가산 공간이라면, {\displaystyle C(X,Y)} 역시 제2 가산 공간이다. 보다 일반적으로, 만약 {\displaystyle X}가 국소 콤팩트 하우스도르프 공간이라면, 다음 부등식이 성립한다.[1]:162, Theorem 3.4.16
{\displaystyle \operatorname {wt} (C(X,Y))\leq \max\{\aleph _{0},\operatorname {wt} (X),\operatorname {wt} (Y)\}}
- 만약 {\displaystyle X}가 콤팩트 공간이고 {\displaystyle (Y,d)}가 거리 공간이라면, {\displaystyle C(X,Y)} 위의 콤팩트-열린집합 위상은 균등 수렴 위상과 같다. 또한, 이 위상은 다음과 같은 거리 함수로부터 주어진다.
{\displaystyle d(f,g)=\sup _{x\in X}d(f(x),g(x))}